# سومین مراسم جایزه انجمن بازیگران فیلم
سومین مراسم جایزه انجمن بازیگران فیلم (به انگلیسی: 3st Screen Actors Guild Awards) به افتخار بهترین بازیگران فیلم و تلویزیون سال ۱۹۹۶ در ۲۲ فوریه ۱۹۹۷ برگزار شد.

## نامزدی‌ها و جوایز

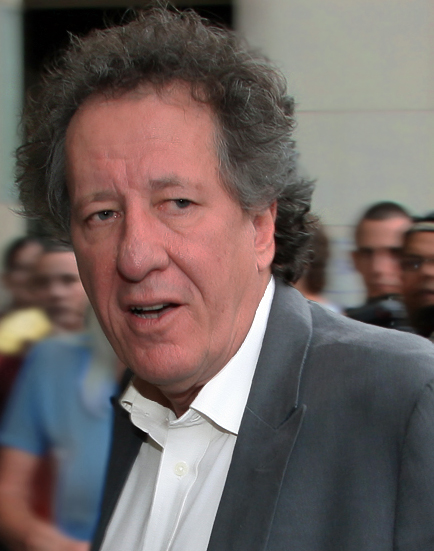
جفری راش، برنده بهترین بازیگر مرد فیلم درام

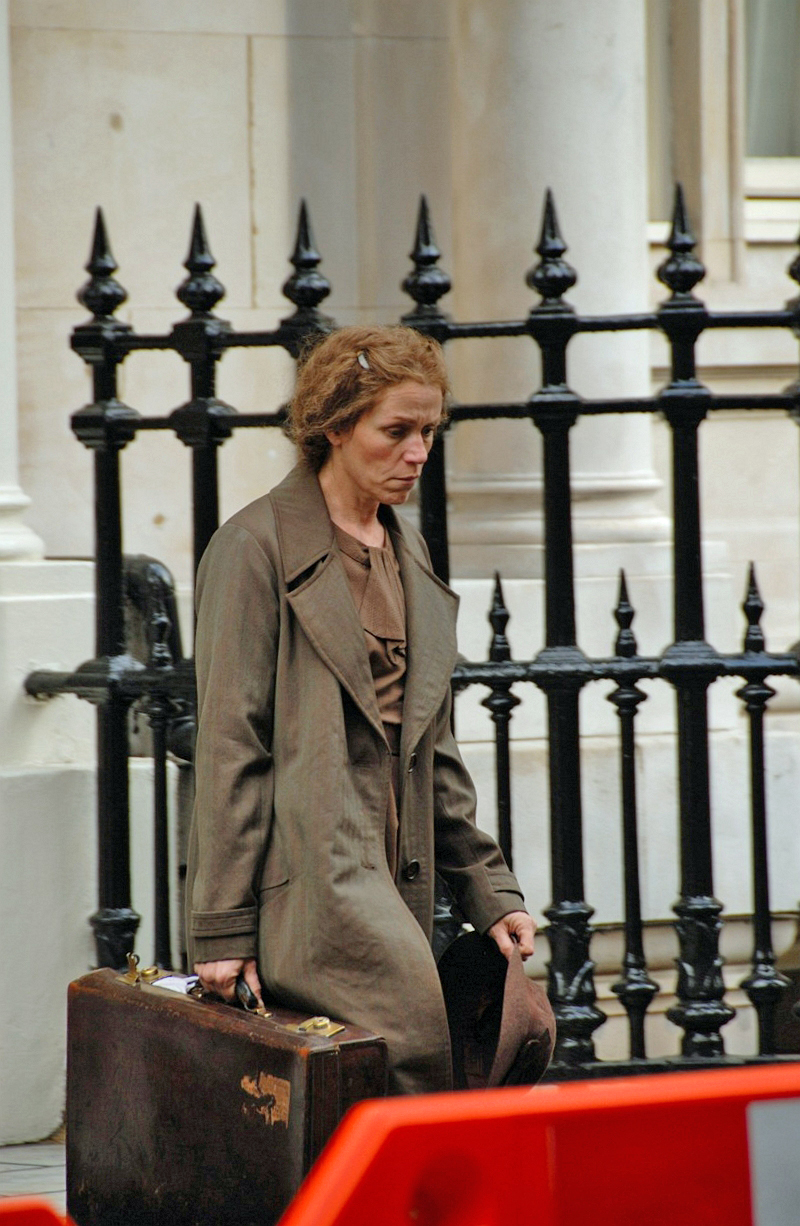
فرانسیس مک‌دورمند، برنده بهترین بازیگر زن فیلم درام

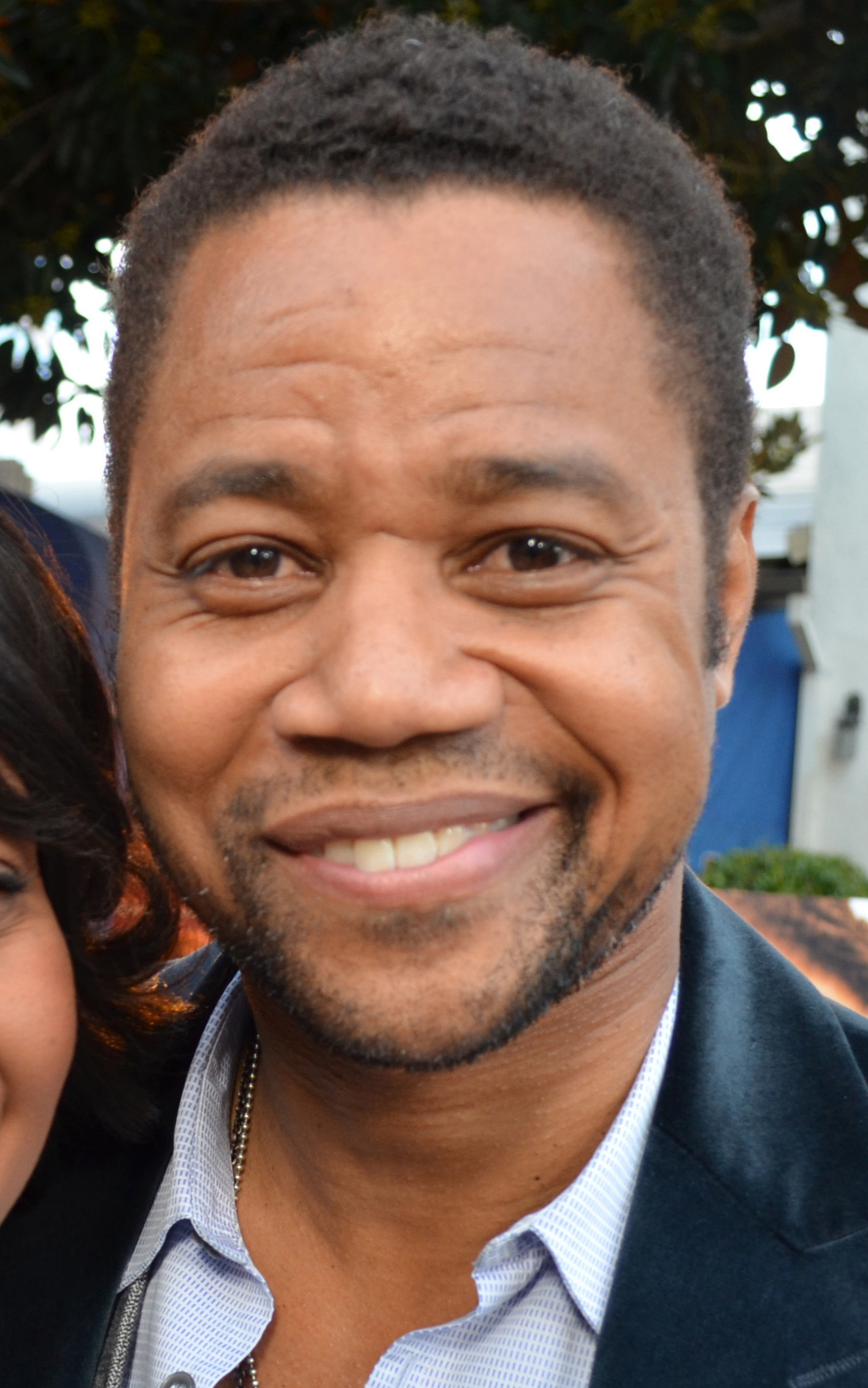
کوبا گودینگ جونیور، برنده بهترین بازیگر مکمل مرد فیلم درام

| جفری راش         | برای فیلم Shine               |
| تام کروز         | برای فیلم جری مگوایر          |
| رالف فاینس       | برای فیلم بیمار انگلیسی       |
| وودی هارلسون     | برای فیلم مردم علیه لری فلینت |
| بیلی باب تورنتون | برای فیلم تیغه فلاخن          |

| فرانسیس مک‌دورمند    | برای فیلم فارگو            |
| برندا بلتین         | برای فیلم رازها و دروغ‌ها   |
| دایان کیتن          | برای فیلم اتاق ماروین      |
| جنا رولندز          | برای فیلم Unhook the Stars |
| کریستین اسکات توماس | برای فیلم بیمار انگلیسی    |

| کوبا گودینگ جونیور | برای فیلم جری مگوایر |
| هانک آزاریا        | برای فیلم قفس پرنده  |
| ناتان لین          | برای فیلم قفس پرنده  |
| ویلیام اچ میسی     | برای فیلم فارگو      |
| نوآه تیلور         | برای فیلم Shine      |

| لورن باکال  | برای فیلم آینه دو چهره دارد |
| ژولیت بینوش | برای فیلم بیمار انگلیسی     |
| مریسا تومه  | برای فیلم Unhook the Stars  |
| گوئن وردن   | برای فیلم اتاق ماروین       |
| رنه زلوگر   | برای فیلم جری مگوایر        |

## برندگان مرد و زن سریال تلویزیونی

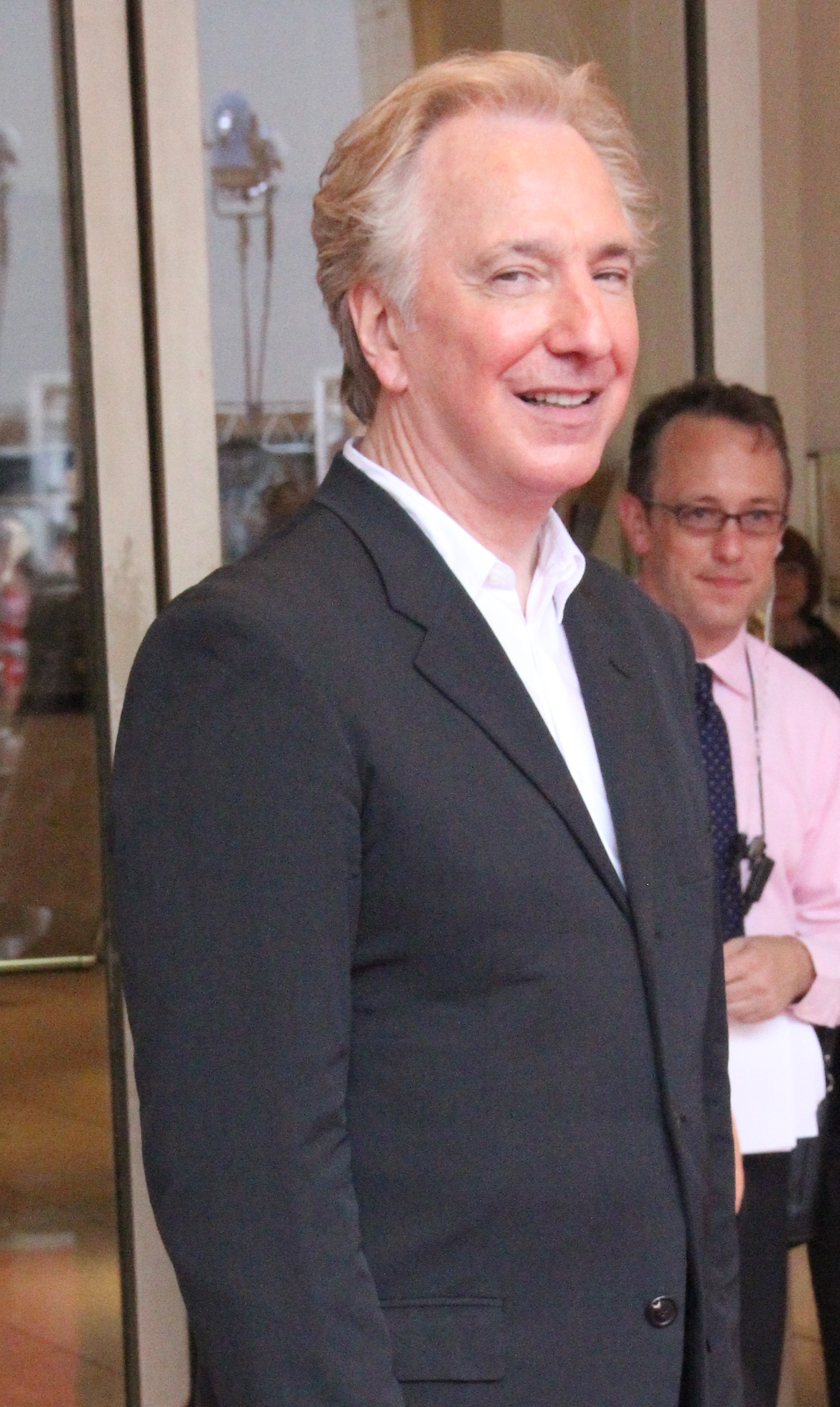
آلن ریکمن عملکرد فوق العاده توسط یک بازیگر مرد در یک مینی سریال یا فیلم تلویزیونی
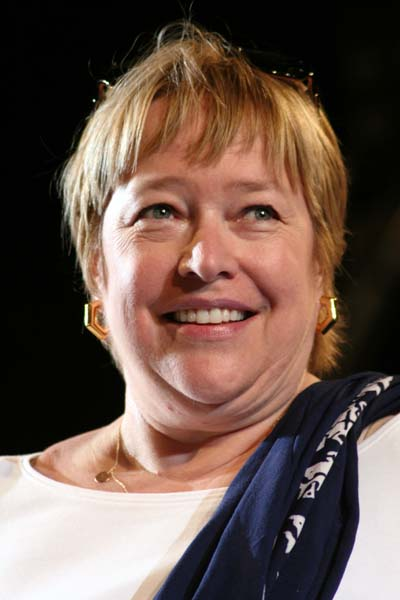
کتی بیتس عملکرد فوق العاده توسط یک بازیگر زن در یک مینی سریال یا فیلم تلویزیونی
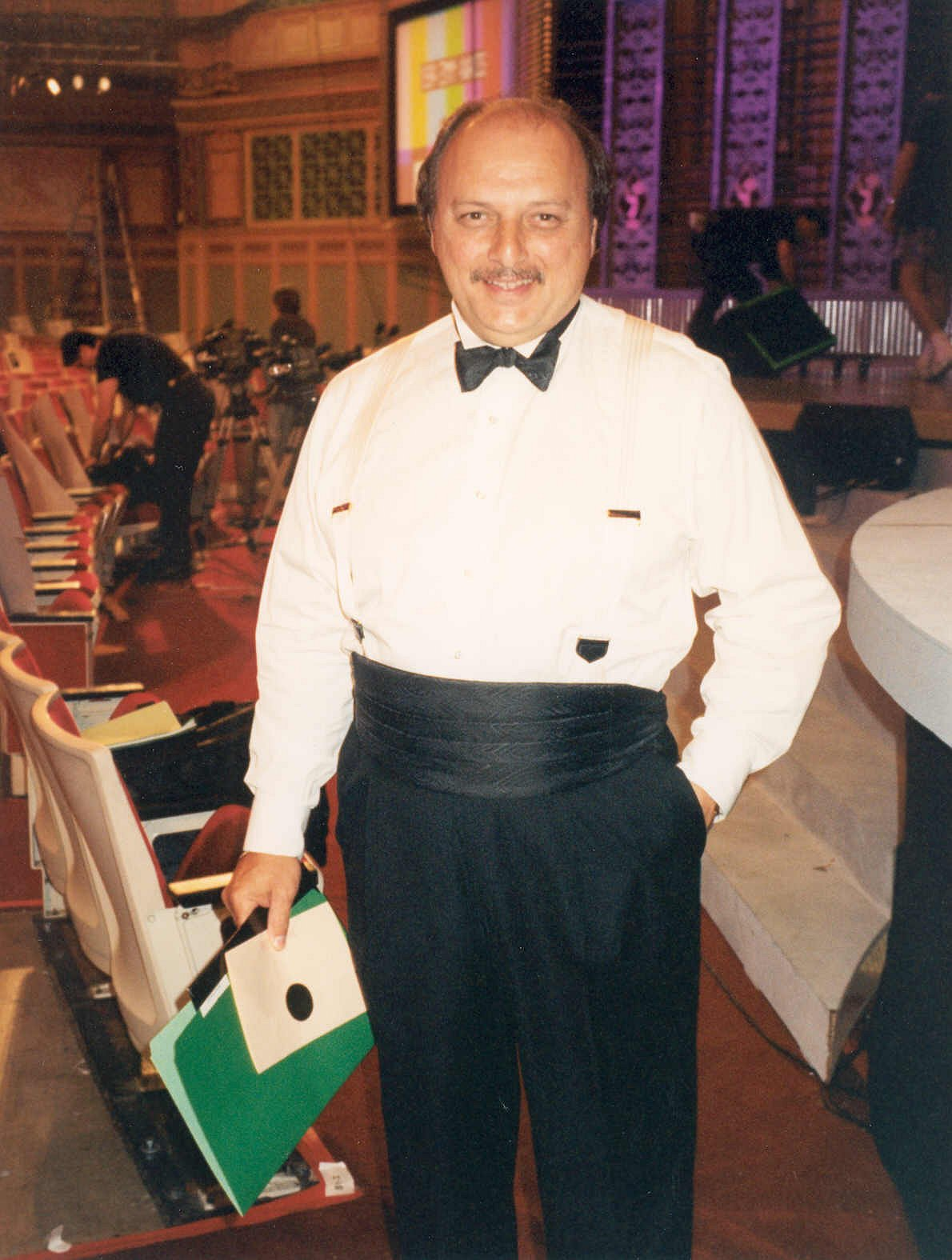
دنیس فرانز عملکرد فوق العاده توسط یک بازیگر مرد در یک سریال درام

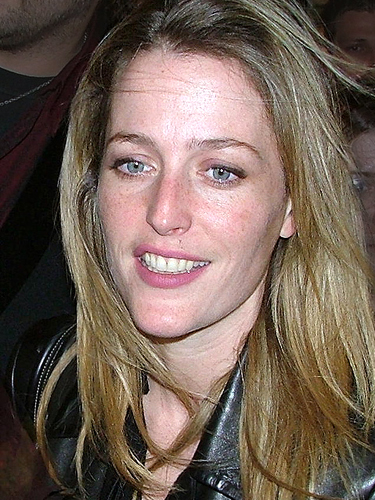
جیلین اندرسون عملکرد فوق العاده توسط یک بازیگر زن در یک سریال درام
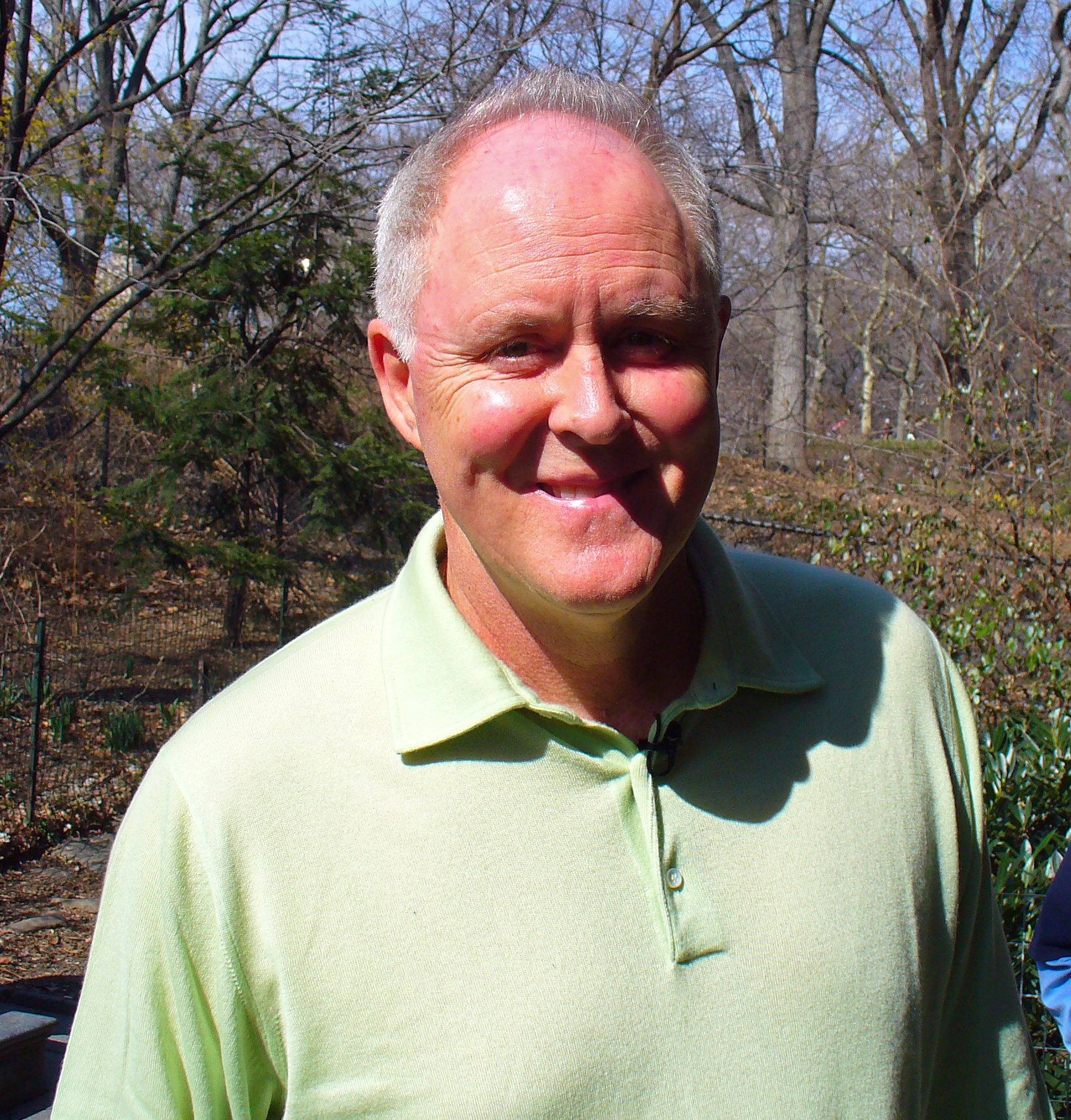
جان لیسگو عملکرد فوق العاده توسط یک بازیگر مرد در یک سریال کمدی
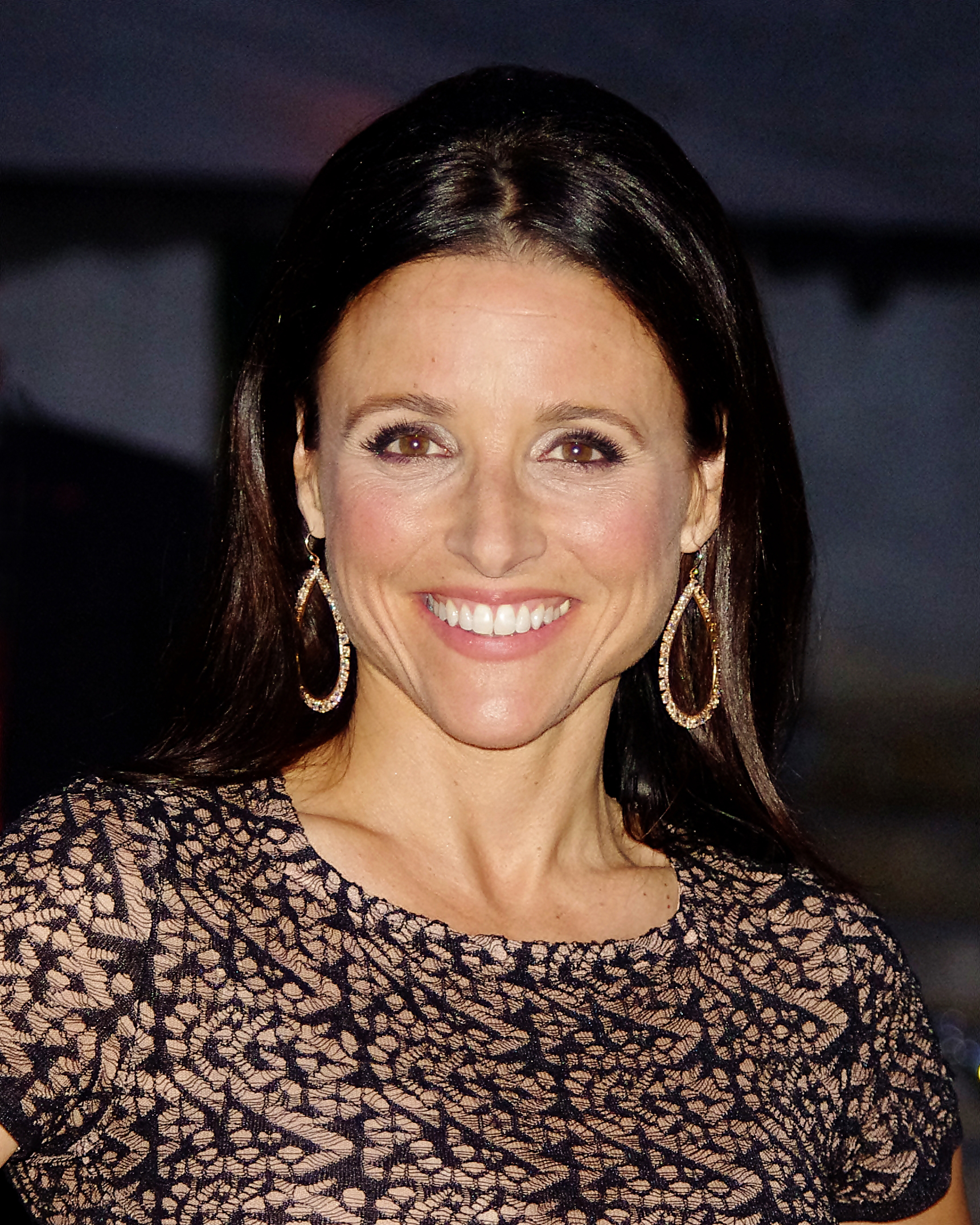
جولیا لوئیس-دریفوس عملکرد فوق العاده توسط یک بازیگر زن در یک سریال کمدی